# Aleksandr Poutchkov
Pour les articles homonymes, voir Poutchkov.
Aleksandr Poutchkov (en russe : Александр Николаевич Пучков, transcrit Aleksandre Nikolaïevitch Poutchkov en français), né le 25 mars 1957 à Oulianovsk et mort le 9 octobre 2024, est un athlète, médaillé olympique pour l'Union soviétique sur 110 m haies lors des Jeux olympiques d'été de Moscou de 1980. Il est aussi champion d'Europe en salle sur 60 m haies.

## Palmarès

### Jeux olympiques
- Jeux olympiques d'été de 1980 à Moscou ( Union soviétique)
  -  Médaille de bronze sur 110 m haies

### Championnats d'Europe d'athlétisme
- Championnats d'Europe d'athlétisme de 1982 à Munich ( Allemagne de l'Ouest)
  - 5e sur 110 m haies

### Championnats d'Europe d'athlétisme en salle
- Championnats d'Europe d'athlétisme en salle de 1982 à Milan ( Italie)
  -  Médaille d'or sur 60 m haies

### Universiades
- Universiade d'été 1977 à Mexico ( Mexique)
  -  Médaille de bronze sur 110 m haies